# Uniwersalny silnik indukcyjny
Uniwersalny silnik indukcyjny – silnik indukcyjny zbudowany jako trójfazowy, który przy zastosowaniu dodatkowych elementów indukcyjnych i pojemnościowych może być przystosowany do zasilania z sieci jednofazowej.